# غرينفيل كريك
غرينفيل كريك (Greenville Creek) هو نهر يقع في الجنوب الغربي من أوهايو في الولايات المتحدة. يمر عبر نهر ستيلووتر، نهر ميامي العظيم ونهر أوهايو، وتتدفق مياهه إلى نهر المسيسيبي وفي النهاية يصل إلى خليج المكسيك.
يبدأ الخور في أقصى شرق إنديانا في مقاطعة راندولف. وسرعان ما يتدفق إلى مقاطعة دارك، أوهايو، وينضم إلى أحد الروافد التي تبدأ أيضًا في إنديانا، ديسمال كريك.
وهو بالقرب من ملتقى نهر ستيلوتر في كوينغتو ثم يسقط في شلالات غرينفيل في مضيق جليدي محمي في كوينغتو.